# Paraprionospio pinnata
Paraprionospio pinnata är en ringmaskart som först beskrevs av Ehlers 1901.  Paraprionospio pinnata ingår i släktet Paraprionospio och familjen Spionidae. Utöver nominatformen finns också underarten P. p. inaequibranchia.